# Gert Brauer
Gert Brauer (Ronneburg, 1955. szeptember 7. – 2018. január 19. előtt ) keletnémet válogatott német labdarúgó, hátvéd.

## Pályafutása
A Wismut Gera korosztályos csapatában kezdte a labdarúgást, majd 1973-tól a Carl Zeiss Jena folytatta, ahol 1973-ban mutatkozott be az első csapatban. A jénai csapattal két keletnémet kupagyőzelmet ért el. Tagja volt az 1980–81-es idényben KEK-döntős csapatnak, amelyik a düsseldorfi döntőben 2–1-es vereséget szenvedett a szovjet Dinamo Tbiliszitől. 1987 és 1989 között a Chemie Halle csapatában szerepelt, majd 1989-ben visszavonult az aktív játéktól.
1979 és 1980 között négy alkalommal szerepelt a keletnémet válogatottban.

## Sikerei, díjai
Carl Zeiss Jena
- Keletnémet kupa
  - győztes: 1974, 1980
- Kupagyőztesek Európa-kupája (KEK)
  - döntős: 1980–81